# Платинатриванадий
Платинатриванадий — бинарное неорганическое соединение
платины и ванадия
с формулой PtV3,
кристаллы.

## Получение
- Сплавление стехиометрических количеств чистых веществ:

{\displaystyle {\mathsf {Pt+3V\ {\xrightarrow {1800^{o}C}}\ PtV_{3}}}}

## Физические свойства
Платинатриванадий образует кристаллы
кубической сингонии,
пространственная группа P m3n,
параметры ячейки a = 0,4831÷0,4813 нм, Z = 2,
структура типа силицида трихрома Cr3Si
.
Соединение образуется по перитектической реакции при температуре ≈1800 °C (1803 °C).
Имеет область гомогенности 66÷82 ат.% ванадия.